# تامی مکینتاش
تامی مکینتاش (انگلیسی: Tammy MacIntosh؛ زادهٔ ۱۶ فوریهٔ ۱۹۷۰) هنرپیشه اهل استرالیا است. وی از سال ۱۹۸۶ میلادی تاکنون مشغول فعالیت بوده‌است.
از فیلم‌ها یا برنامه‌های تلویزیونی که وی در آن نقش داشته‌است می‌توان به پرستاران، زیبای خفته اشاره کرد.